# HMS Superb (S109)
Le HMS Superb (pennant number : S109) est un sous-marin nucléaire d'attaque britannique de classe Swiftsure de la Royal Navy. Il a été construit par Vickers Shipbuilding Group, maintenant une division de BAE Systems Submarine Solutions. Le HMS Superb a été lancé le 30 novembre 1974 à Barrow-in-Furness, Cumbria, et mis en service dans la Royal Navy le 13 novembre 1976. Après avoir été endommagé en mai 2008 en mer Rouge, il est retourné à HMNB Devonport où il a été mis hors service légèrement plus tôt que prévu, le 26 septembre 2008.

## Engagements
Il a été le premier sous-marin britannique à visiter l’océan Arctique et à naviguer sous la calotte glaciaire polaire.
Pendant la guerre des Malouines, le HMS Superb a été repéré en train de naviguer depuis Gibraltar, ce qui a suscité des spéculations de la presse selon lesquelles il naviguait vers l’Atlantique Sud pour faire respecter la zone d’exclusion maritime. En fait, seul le Spartan naviguait vers le sud à cette époque, mais ces spéculations étaient bienvenues pour le gouvernement britannique, en faisant croire que la Royal Navy était présente en force dans l’Atlantique Sud et constituait une menace pour la marine argentine. De ce fait, ni la Royal Navy ni le ministère de la Défense n’ont opposé de démenti.
Le HMS Superb a opéré dans l’océan Indien en 2001, à l’appui de l’opération Veritas, dans le cadre de la guerre en Afghanistan
En janvier 2008, une sentinelle a été retrouvée endormie alors qu’elle était de garde. La réprimande à l’équipage a été filmée.
Le 26 mai 2008, le HMS Superb a heurté un sommet sous-marin dans la mer Rouge, à 80 milles (130 km) au sud du canal de Suez. Il est resté étanche et aucun des 112 membres d’équipage n’a été blessé. Cependant, il n’a pas pu plonger à nouveau, en raison de dommages causés à son sonar. Après avoir entrepris des réparations initiales à la base de l’OTAN de la baie de Souda en Crète le 10 juin 2008, le HMS Superb a traversé la mer Méditerranée, avec une pause (la nuit) à quelques kilomètres au large de Gibraltar pour débarquer les membres d’équipage non essentiels. Le HMS Superb a ensuite continué sa route vers le Royaume-Uni, arrivant à Devonport Dockyard le 28 juin 2008. Après avoir examiné les dégâts, la Royal Navy a décidé de mettre hors service le HMS Superb légèrement plus tôt que prévu, le 26 septembre 2008.
Près de deux ans après l’accident, le commandant du HMS Superb de l’époque et deux autres officiers ont été réprimandés pour leur responsabilité dans la collision. Tous trois ont plaidé coupables aux accusations de négligence dans l’exercice de leurs fonctions, n’ayant pas remarqué que le sous-marin se dirigeait droit vers le pinacle. Malgré l’accident, les trois officiers servaient toujours dans la Royal Navy au moment de la cour martiale.